# Tuleja cylindrowa

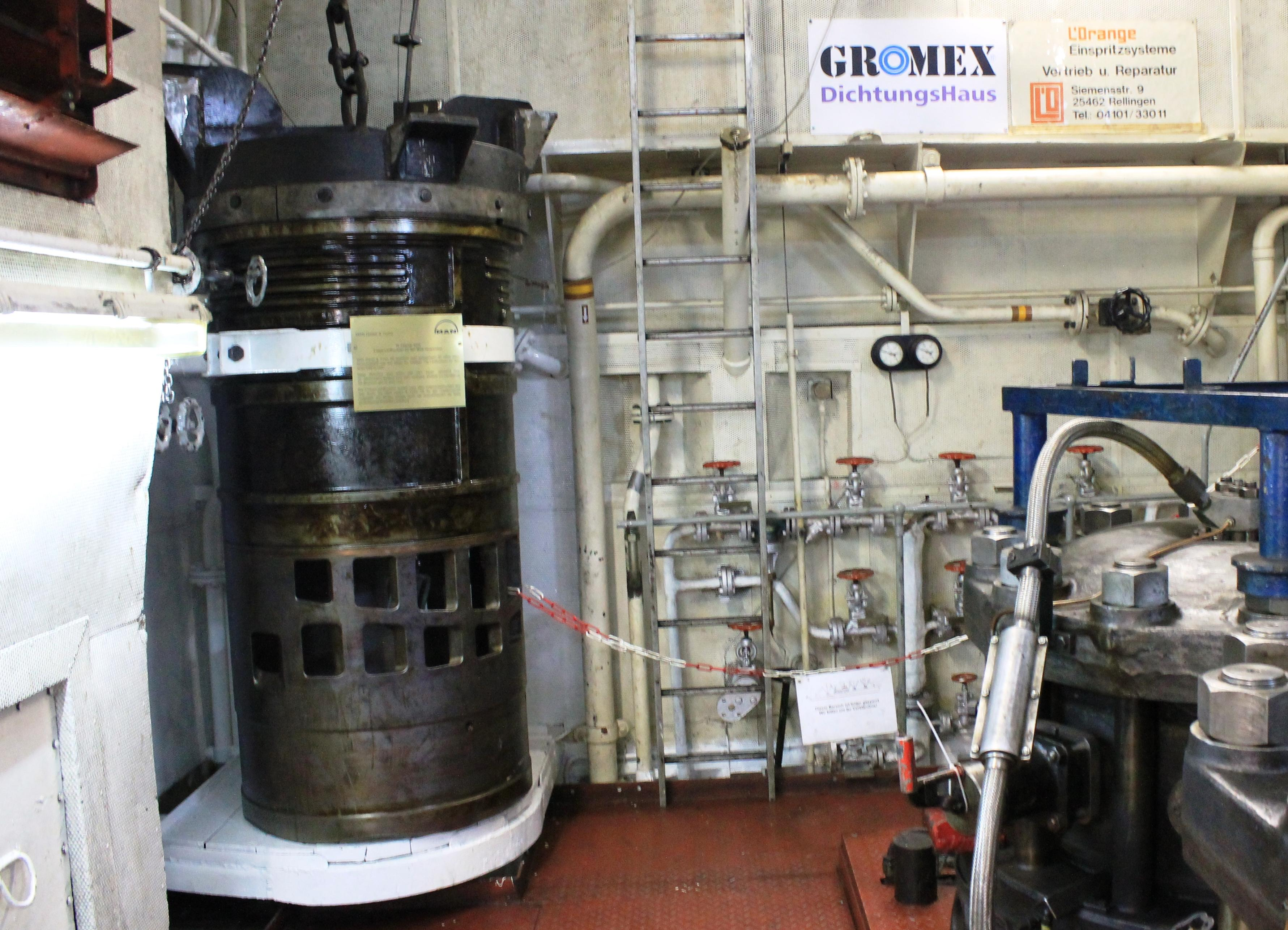
Tuleja cylindrowa okrętowego silnika dwusuwowego

Tuleja cylindrowa – element silnika spalinowego, w którym porusza się tłok; wchodzi w skład układu kadłuba silnika.
W silnikach spalinowych tuleje cylindrowe mogą być:
- odlane w kadłubie (taki sam materiał);
- suche (wciskana w cylinder tuleja cylindrowa nie styka się bezpośrednio z cieczą chłodzącą silnik, kadłub odlany jest z innego materiału);
- mokre (zewnętrzna powierzchnia wciskanej w cylinder tulei cylindrowej pozostaje w kontakcie z cieczą chłodzącą, tuleje nie wymagają obróbki po osadzeniu w kadłubie). Ten rodzaj tulei cylindrowej nie może być używany w silnikach dolnozaworowych, z uwagi na brak pełnego styku (brak szczelności) pomiędzy głowicą a całym obwodem tulei cylindra (komora spalania nie mieści się tylko nad tłokiem, ale także rozciąga się nad boczne zawory, tym samym szczelina pomiędzy korpusem silnika, a tuleją cylindra łączy się z komorą spalania).